# デビッド・マクアダム
デビッド・ルイス・マクアダム(英: David Lewis MacAdam, 1910年7月1日 - 1998年3月9日) は、アメリカ合衆国の物理学者、色彩科学者である。カラリメトリー、色識別、カラー写真およびテレビジョンのような技術分野における色彩科学および技術の進展に多大なる貢献を果した。1983年、国際色彩学会からジャッド賞を受賞した。マッカダムと表記されることもある。

## 学歴
マクアダムはペンシルベニア州フィラデルフィア郊外のアッパーダービーで生まれ育ち、1928年にアッパーダービー高校を卒業後、リーハイ大学へと進み、1936年にマサチューセッツ工科大学において理学博士号を取得した。

## 業績
卒業後はニューヨーク州ロチェスターにあるイーストマン・コダックの研究所に入り、1975年に引退するまで勤務した。その後、客員教授としてロチェスター大学の工学研究所に1995年まで在籍した。コダック在籍中には、多くの貢献のなかで特にカラー写真技術の基礎理論の確立に尽力し、記録層における不要な露光の補正のためのカラーマスキング技術を開発した。

### 物体の最適色表現の限界
マクアダムは、博士号の学位を取得する過程において、1935年に物体の最適色表現に関する二つの論文を執筆している。その中でマクアダムは、その頃確立されたCIE標準観察者とCIE標準の光Cを用いて、CIE色度図上への最適色の色立体の配置を行った。

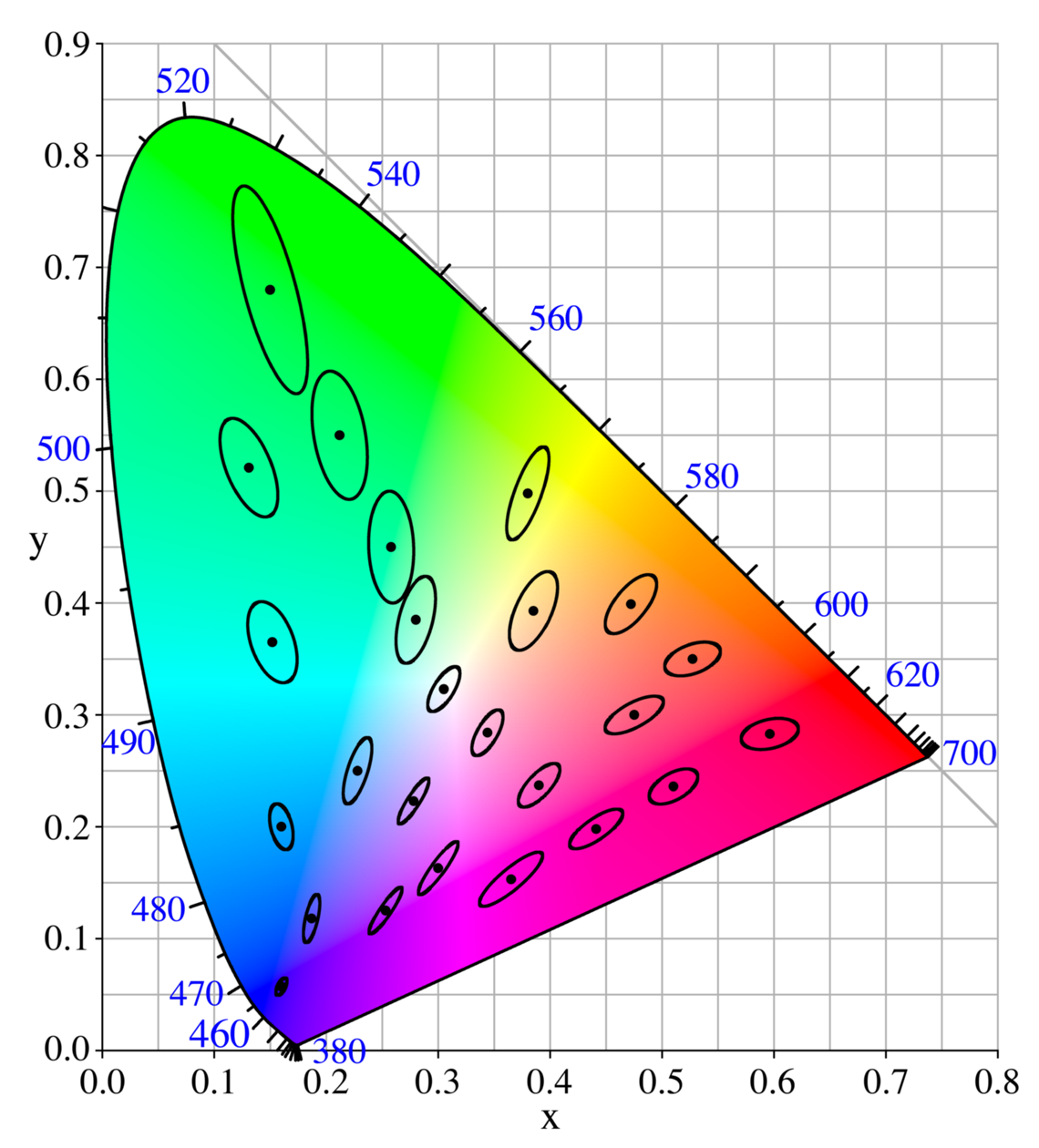
マクアダムの楕円

### マクアダムの楕円
マクアダムの研究成果で最も有名なものは、色の制御技術分野である。マクアダムは、色差の知覚の基礎となるのは、ある色の知覚と見た目の色を等色させる際の統計的な誤差であるという仮定を確かめるため、一人の被験者による広範囲の実験を行った。その結果は1942年、CIE色度図上に統計的に派生させた楕円を形成させて表現されて発表された (右図) 。しかし結果として、フリエレ-マクアダム-チッカーリング色差式が、その他の基礎研究により導き出された方式に比べると、知覚される色差の特定においてあまり効果的ではないことがわかった。マクアダムがこの楕円を同じ大きさの円に変換しようとする過程で、心理物理学的な色空間が非ユークリッド性を持つことがわかった。

### カラリメトリの計測および計算
1940年代中頃、マクアダムはカラリメトリの計算に対し、先駆者としてコンピューターを用いていた。また、ハーディの分光測色器を信頼性のある工業用測定器としての確立を行い、三刺激値の積分器を発明した。

### 昼光の主成分分析
マクアダムはディーン・B・ジャッドおよびギュンター・ヴィゼッキーとともに、色温度と相関を持つ様々な昼光の位相の主成分分析を初めて行い、限られた数のスペクトル成分の線形結合によりそれらが表されることを示した。

### OSA(アメリカ光学会) 均等色尺度 (Uniform Color Scales; UCS)
1947年、アメリカ光学会の委員会において指導的立場であったマクアダムは、全米研究評議会の提言に基いて、視覚的に均一な色立体のカラリメトリモデルの確立に着手した。初代委員長のジャッドの引退に伴い、マクアダムは委員長を引き継いだ。委員会の研究成果は1974年に均等色尺度 (Uniform Color Scales; UCS) として発表された。1977年にはOSAが558色からなる相対色全集を発行している。